# US Open 2019 (gra pojedyncza na quadach)
US Open 2019 – gra pojedyncza na quadach – zawody singlowe na quadach, rozgrywane w ramach ostatniego, czwartego w sezonie wielkoszlemowego turnieju tenisowego, US Open. Zmagania miały miejsce w dniach 5–8 września na twardych kortach USTA Billie Jean King National Tennis Center w Nowym Jorku.

## Zawodnicy rozstawieni
| Numer | Tenisista    | Osiągnięcie  |
| ----- | ------------ | ------------ |
| 01    | Dylan Alcott | finał        |
| 02    | David Wagner | faza grupowa |

## Drabinka

#### Klucz
- w/o – walkower
- k – krecz
- d – dyskwalifikacja
- Q – kwalifikant
- WC – dzika karta
- LL – szczęśliwy przegrany
- Alt – zawodnik zastępczy
- PR – ochrona rankingu
- SE – specjalna przepustka
- ITF – ranking ITF
- JE – ranking juniorski

### Faza finałowa
|  |       |                  |   |   |  |
|  | Finał |                  |   |   |  |
|  |       |                  |   |   |  |
|  |       |                  |   |   |  |
|  |       |                  |   |   |  |
|  | 1     | Dylan Alcott     | 1 | 0 |  |
|  | 1     | Dylan Alcott     | 1 | 0 |  |
|  |       | Andrew Lapthorne | 6 | 6 |  |
|  |       | Andrew Lapthorne | 6 | 6 |  |
|  |       |                  |   |   |  |

### Faza grupowa
|    |                  | Dylan Alcott                | David Wagner           | Andrew Lapthorne            | Bryan Barten        | Mecze W–L | Sety W–L | Gemy W–L | Miejsce |
| 1  | Dylan Alcott     |                             | 6:0, 7:6(3) 7 września | 0:6, 7:6(3), 6:3 6 września | 6:2, 6:0 5 września | 3–0       | 6–1      | 38–23    | 1.      |
| 2  | David Wagner     | 0:6, 6:7(3) 7 września      |                        | 1:6, 1:6 5 września         | 6:0, 6:1 6 września | 1–2       | 2–4      | 20–26    | 3.      |
|    | Andrew Lapthorne | 6:0, 6:7(3), 3:6 6 września | 6:1, 6:1 5 września    |                             | 6:1, 6:3 7 września | 2–1       | 5–2      | 39–19    | 2.      |
| WC | Bryan Barten     | 2:6, 0:6 5 września         | 0:6, 1:6 6 września    | 1:6, 3:6 7 września         |                     | 0–3       | 0–6      | 7–36     | 4.      |

## Pula nagród
| Runda           | Punkty |
| Zwycięzca       | 800    |
| Finalista       | 500    |
| Trzecie miejsce | 375    |
| Czwarte miejsce | 100    |